# Reglement betreffende het internationaal spoorwegvervoer van gevaarlijke goederen
Het Reglement betreffende het internationaal spoorwegvervoer van gevaarlijke goederen (RID) is een overeenkomst voor het internationale vervoer van gevaarlijke goederen over spoorwegen en is opgenomen in het COTIF als bijlage C. Er zijn 45 landen aangesloten, waaronder België (sinds 2 november 2017) en Nederland (sinds 1 januari 1997). 
De officiële benaming van het verdrag is "Règlement concernant le transport International ferroviaire des marchandises Dangereuses".

## Geschiedenis
Het eerste internationale reglement voor het vervoer van gevaarlijke stoffen en voorwerpen per spoor, dat later bekend is geworden als het RID, was opgenomen in paragraaf 1 van de Reglementaire Bepalingen ter uitvoering van het Internationaal Verdrag van Bern van 14 oktober 1890 en was opgenomen als bijlage 1. De bepalingen van deze bijlage hadden uitsluitend betrekking op de voorwaarden die aan de verzender van de betrokken gevaarlijke stoffen en voorwerpen werden opgelegd. Het doel van deze bijlage was de veiligheid van personen en goederen tijdens het vervoer per spoor te waarborgen.
Wettelijk gezien was het RID, dat tot 31 december 2000 van kracht was, ontoereikend. In de regel werd namelijk niet duidelijk aangegeven op welke personen welke verschillende verplichtingen van toepassing waren. Met het oog op de veiligheid was het wenselijk dit in het RID zelf duidelijker te omschrijven. Vanwege deze problemen was in 1992 een enquête gehouden onder de Lidstaten om hun mening te vragen over een mogelijke herstructurering van het RID. Van de in totaal 20 staten die reageerden, spraken 17 hun steun uit voor een herstructurering.
Op basis van dit resultaat heeft het comité van deskundigen voor het vervoer van gevaarlijke goederen per spoor een werkgroep ingesteld onder voorzitterschap van Oostenrijk. Het resultaat van deze werkgroep, met inbegrip van haar verklarend verslag, is op 1 juli 1997 als informatiedocument aan de Algemene Vergadering voorgelegd.
In dit basisconcept voor de totstandkoming van een afzonderlijke bijlage C bij het COTIF werd voorgesteld dat de bijlage uit zowel een juridisch als een technisch deel zou bestaan. De technische bijlage zou worden samengesteld in overeenstemming met de resultaten van de werkzaamheden die erop gericht waren het RID en de ADR in een gebruikersvriendelijke vorm te gieten. Het doel hiervan was de structuur van de twee bepalingen te standaardiseren.

## Inhoud van de bijlage
Het RID bestaat uit een juridisch gedeelte met 6 artikelen en een technisch gedeelte met 7 artikelen.

## Structuur van het technische gedeelte

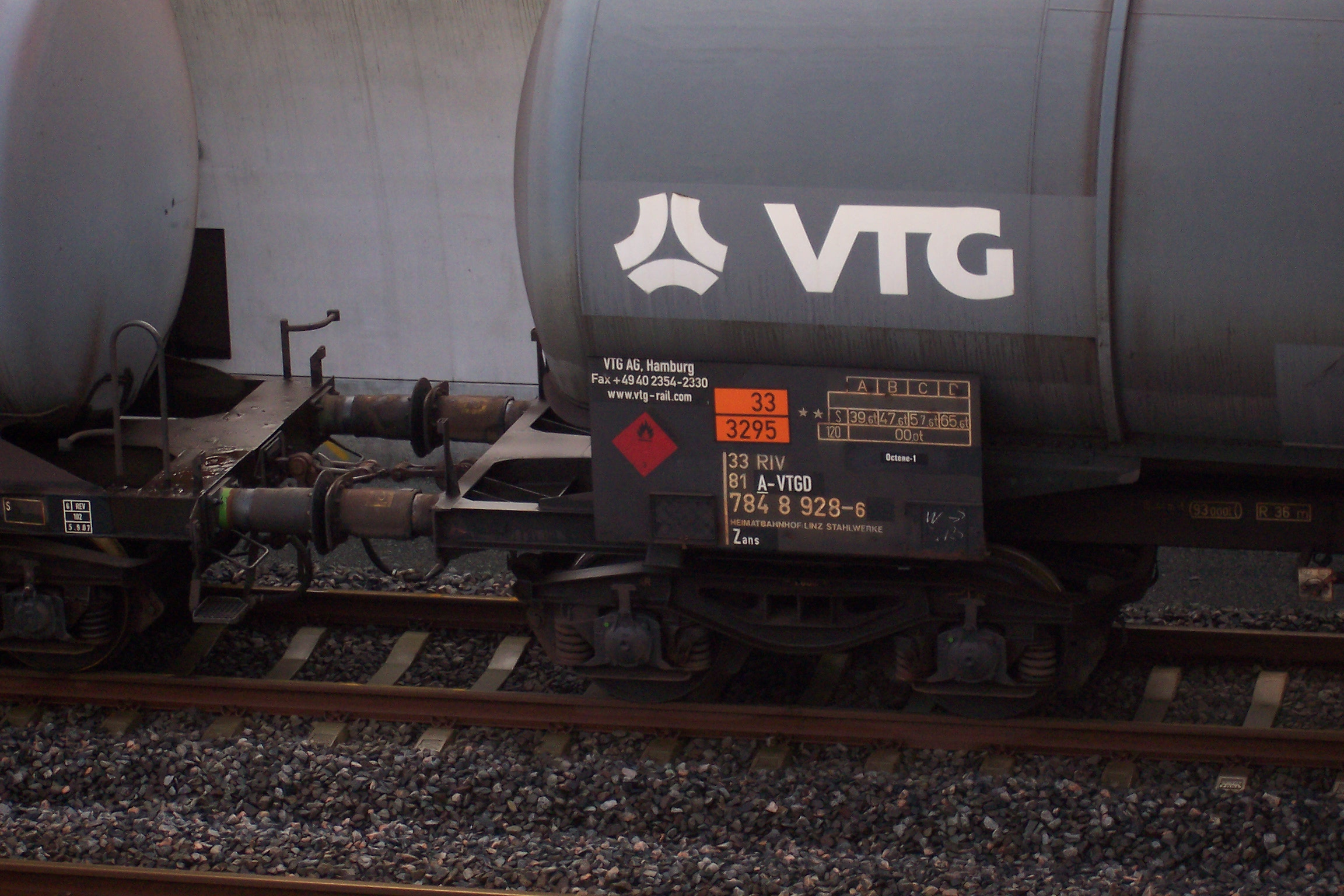
Een ketelwagen met vloeibare koolwaterstoffen.

De structuur van het technische gedeelte van het RID is in overeenstemming met de wet- en/of regelgeving voor het vervoer van gevaarlijke stoffen over zee, over de weg, over de binnenwateren en door de lucht.
Het bijgevoegd reglement is als volgt ingedeeld:
- Deel 1: Algemene voorschriften
- Deel 2: Classificatie
- Deel 3: Lijsten van gevaarlijke goederen, bijzondere bepalingen alsmede vrijstellingen inzake gevaarlijke goederen, verpakt in gelimiteerde en vrijgestelde hoeveelheden;
- Deel 4: Voorschriften voor verpakkingen en tanks;
- Deel 5: Procedures voor de verzending
- Deel 6:Voorschriften voor de constructie en beproeving van verpakkingen, IBC’s, grote verpakkingen, tanks en bulkcontainers;
- Deel 7: Voorschriften inzake het vervoer, het laden, lossen en de behandeling.[1][5]

## Opleidingen en cursussen
Het RID schrijft voor dat personen die rollen vervullen zoals onder andere afzender en verpakker van gevaarlijke stoffen opgeleid moeten zijn voor deze rollen. De opleidingen moeten, afhankelijk van de verantwoordelijkheden en taken van de desbetreffende persoon, het volgende bevatten:
- Een algemene bewustmaking;
- een functiespecifieke opleiding;
- een veiligheidsopleiding.

De opleiding moet periodiek worden aangevuld door een bijscholingscursus om rekening te houden met de wijzigingen in de voorschriften.
Veiligheidsadviseurs moeten bij een erkende instantie een examen afleggen voordat zij hun taken mogen uitvoeren.

## Het RID in Nederland

### Wet en regelgeving
Het vervoer van gevaarlijke stoffen over het spoor is geregeld in de Wet vervoer gevaarlijke stoffen (WVGS), het Besluit vervoer gevaarlijke stoffen (Bvgs) en in De Regeling vervoer over de spoorweg van gevaarlijke stoffen (VSG). Het VSG bevat drie bijlagen met de specifieke voorschriften voor het vervoer van gevaarlijke stoffen over de spoorwegen van Nederland. Het VSG is als volgt opgebouwd:
- bijlage 1: de Nederlandse vertaling van het RID;
- bijlage 2: voorschriften in afwijking van, of in aanvulling op, bijlage 1;
- bijlage 3: erkende instanties.[7]

### Beroepsexamens
Het Centraal Bureau voor Rijvaardigheidsbewijzen (CBR) neemt het examen voor de veiligheidsadviseur RID af.

### Toezichthouders
De Inspectie Leefomgeving en Transport (ILT) van het Ministerie van Infrastructuur en waterstaat is belast met de controle op naleving van het RID. Het Ministerie van Defensie heeft zijn eigen toezichthouder: het Korps Militaire Controleurs Gevaarlijke Stoffen (KMCGS), dat toeziet op het veilige vervoer van gevaarlijke stoffen binnen het Ministerie.

## Het RID in België
Het RID is door middel van het Koninklijk Besluit van 2 november 2017 geborgd in het Belgisch recht. Hierdoor zijn de internationale voorschriften van het RID van toepassing gemaakt voor nationaal vervoer en zijn daarmee deze internationale regels ook van kracht binnen België.

### Soortgelijke overeenkomsten
- De overeenkomst voor het internationale vervoer van gevaarlijke goederen over de weg (ADR)
- Het Europees Verdrag inzake het internationale vervoer van gevaarlijke goederen over de binnenwateren (ADN)
- Technische instructies voor het veilige vervoer van gevaarlijke goederen door de lucht (ICAO-TI)
- Internationale Code voor het vervoer van gevaarlijke stoffen over zee (IMDG-Code)

### Overige gerelateerde pagina's
- ADR-gevarenklassen en -labels
- Stofidentificatienummer
- Gevaarsidentificatienummer
- Wetgeving gevaarlijke stoffen